# Muž s vlajkou
Muž s vlajkou je kresba křídou na papíře, autorem je Michelangelo di Lodovico Buonarroti Simoni (6. března 1475, Caprese – 18. února 1564, Řím), známý jako Michelangelo Buonarroti. Jedná se o malířovu studii vojáka nesoucího kopí pro plánovanou nástěnnou malbu "Bitva u Casciny". Michelangelo byl jedním z nejznámějších představitelů vrcholné italské renesance a manýrismu. Proslavil se nejen sochař, architekt a malíř, ale psal také básně. Obraz je kresba na papíře, o rozměrech 19,6 x 27 cm. Je součástí sbírky galerie Albertina ve Vídni.